# Oliver Bendel

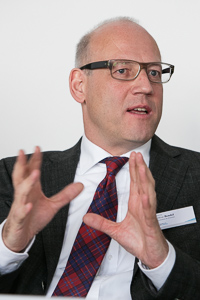
Oliver Bendel (2015)

Oliver Bendel (* 1968 in Ulm) ist ein deutscher Wirtschaftsinformatiker, Szientist und Buchautor.

## Leben
Bendel studierte an der Universität Konstanz Philosophie, Germanistik und Informationswissenschaft  und promovierte an der Universität St. Gallen in Wirtschaftsinformatik. Seit 2009 ist er Dozent unter anderem für Wirtschaftsinformatik und Betriebsökonomie an der Hochschule für Wirtschaft der Fachhochschule Nordwestschweiz.
Er veröffentlichte Romane im Leipziger Literaturverlag sowie Handyromane, und besonders Sachbücher über E-Learning. Sein bekanntes Werk ist Die Rache der Nerds von 2012, das sich mit Informationsethik befasst, die Wissenschaft zum Maß aller Ethik erhebt und besonders von Freidenkern rezipiert wurde.

## Mitgliedschaften
- Mitglied des Deutschen Freidenker-Verbandes.[5]
- Mitglied im Netzwerk Wissenschaftsfreiheit.[6]